# Rāhanjān
Rāhanjān (persiska: راهنجان) är en ort i Iran.   Den ligger i provinsen Semnan, i den norra delen av landet, 300 km öster om huvudstaden Teheran. Rāhanjān ligger 1 118 meter över havet och antalet invånare är 356.
Terrängen runt Rāhanjān är platt söderut, men norrut är den kuperad. Runt Rāhanjān är det mycket glesbefolkat, med 5 invånare per kvadratkilometer. Rāhanjān är det största samhället i trakten. Omgivningarna runt Rāhanjān är i huvudsak ett öppet busklandskap.